# Arenicola brasiliensis
Arenicola brasiliensis is een borstelworm uit de familie Arenicolidae.
De wetenschappelijke naam van de soort werd in 1958 gepubliceerd door Nonato.